# Ататюрк (ГЭС)
Ататюрк-Баражи (тур. Atatürk Barajı) — гидроэлектростанция на реке Евфрат. Действует за счёт подпора воды из одноимённого водохранилища. Расположена в центральной Турции.
Гидроэлектростанция имеет общую электрическую мощностью в 2400 МВт. ГЭС состоит из восьми радиально-осевых турбин производства Sulzer Escher Wyss мощностью по 300 МВт и может генерировать 8900 ГВт-ч электроэнергии в год. Генераторы производства ABB Asea Brown Boveri. В периоды низкого спроса на электроэнергию, только один из восьми генераторов находится в эксплуатации в то время как в периоды высокого спроса, все восемь единиц включаются в работу.
Плотина ГЭС имеет высоту 169 м и 1820 м в длину. Площадь водохранилища — 517 км2, объём — в 48,7 км3. Уровень водохранилища колеблется между 526 и 537 м над уровнем моря.

## История
Строительство началось в 1983 году и было завершено в 1990 году. Под водой остались развалины древнего города Самосата.
В 2018 году при небольшом спуске воды водохранилища, были обнаружены наскальные рисунки возрастом около 2,5 млн лет с изображением охоты племени на дикого козла и карликового оленя.
В результате мощных землетрясений в Турции в феврале 2023 года, как сообщалось, при обследовании плотины выявлены трещины, которые, возможно, представляют риск прочности сооружения.